# Théâtre Paravan
Le théâtre Paravan est un théâtre de Prague fondé en 1959 et fermé en 1965.

## Histoire
Le théâtre est fondé à l'initiative de plusieurs écrivains, acteurs et musiciens, comme Jiří Robert Pick (cs) (l'auteur principal et directeur artistique du théâtre) et Milan Schulz (cs) (le dramaturge du théâtre). 
Le théâtre se caractérise comme un cabaret littéraire combiné à une revue de théâtre d'époque mettant l'accent sur la satire, la parodie, le persiflage, la farce et l'absurde, qui commente très souvent les événements sociaux de son époque. 
Au moment de sa fermeture, le théâtre fait partie du Státního divadelního studia. Par décision de sa direction, le théâtre ferme ses portes en 1965 pour des raisons économiques et artistiques.